# Daniel Cambón
Daniel Cambón Farber (Montevideo, Uruguay, 30 de enero de 1952 - Medellín, Colombia, 16 de julio de 2018) fue un abogado y político uruguayo, quien se desempeñó como subsecretario (viceministro) del Ministerio de Turismo en 1994-1995. 

## Primeros años
Nació en Montevideo el 30 de enero de 1952.
Cursó estudios en la Facultad de Derecho de la Universidad de la República, hasta obtener el título de abogado, prestando juramento como tal en febrero de 1978.
Militante del Partido Nacional, fue miembro del Instituto Manuel Oribe. También fue dirigente del Club Nacional de Football.

## Asesor presidencial
Al iniciar su período de gobierno Luis Alberto Lacalle, en marzo de 1990, Cambón fue designado consultor (asesor) en la Presidencia de la República.
En 1991 integró la Comisión Sectorial para el MERCOSUR en representación de la Presidencia.
También formó parte en 1993 de la comisión organizadora del V Congreso Mundial de Deporte.

## Subsecretario de Turismo
En mayo de 1994, el presidente Lacalle y su nuevo ministro de Turismo Mario Amestoy designaron a Cambón como nuevo subsecretario (viceministro) de dicha cartera,sucediendo a Jorge Borad Arriera que se había desempeñado como tal en los últimos meses del ejercicio como ministro de José Villar Gómez.
Ocupó el cargo durante casi diez meses, hasta la finalización del mandato presidencial de Lacalle.
En marzo de 1995, al asumir Julio María Sanguinetti su segunda presidencia, Amestoy y Cambón fueron sucedidos como ministro y subsecretario de Turismo por Benito Stern y Ernesto Rodríguez Altez respectivamente.

## Causas judiciales

### Banco de Seguros del Estado
A mediados del año 1995 se vio involucrado en una denuncia relativa a su intervención en las negociaciones entre dos empresas privadas en el marco de la licitación, por parte del Banco de Seguros del Estado, de un sistema antirrobo de marcado de automóviles, entre 1991 y 1992, junto al entonces presidente del BSE, Julio Grenno, de quien era socio en la actividad privada.
El 26 de octubre de 1995, la jueza María del Rosario Berro dictó su procesamiento junto con el de Grenno, a solicitud de la fiscal Margarita Ferrando, bajo la imputación de abuso de funciones, imponiéndoles prisión preventiva.
Permaneció en prisión durante un mes, siendo excarcelado provisionalmente bajo fianza el 27 de noviembre de 1995.
En octubre de 1996 el Tribunal de Apelaciones en lo Penal de Primer Turno confirmó su procesamiento, pero modificando la tipificación del delito por la de conjunción del interés personal y del público, una tipificación menos grave y que según la legislación entonces  vigente conllevaba una pena de multa. 
En febrero de 2000 se anunciaba el dictado de la sentencia final del proceso por la jueza Berro, que se preveía condenaría a Cambón y Grenno por el delito de abuso de funciones originalmente tipificado.

### Banco Pan de Azúcar
Al mismo tiempo que resultaba procesado por la causa ligada al BSE, Cambón se vio igualmente implicado, al igual que el expresidente del Banco Central del Uruguay Enrique Braga, en la investigación ligada a la venta del Banco Pan de Azúcar -en manos del Estado- a la fiduciaria Banknord en el año 1994.
El fiscal Hugo Barrios solicitó su procesamiento por un delito de concusión, pero el juez José Balcaldi dispuso el mismo, el 16 de octubre de 1996, por un delito de conjunción del interés personal y del público. Sin embargo y dada la restante causa abierta el año anterior, ordenó su prisión preventiva, al igual que la de Braga, procesado el mismo día pero por abuso de funciones.
Tras casi un mes y medio en prisión, Cambón obtuvo nuevamente la libertad provisional bajo fianza el 29 de noviembre de 1996.
En agosto de 2000, Balcaldi condenó a Cambón por un delito de conjunción del interés personal y del público a una pena de multa de 500 unidades reajustables e inhabilitación especial por seis años.Si bien desde la ley 17.060 del año 1998 dicho delito había pasado a tener pena de prisión en lugar de multa, la modificación no era aplicable al caso debido al principio de irretroactividad de la ley penal más gravosa para el imputado.
Tras apelar dicha condena,la misma fue ratificada por el Tribunal de Apelaciones en lo Penal de Tercer Turno en agosto de 2001. Cambón interpuso recurso de casación ante la Suprema Corte de Justicia,el que fue desestimado en forma unánime por el máximo tribunal del país en diciembre de 2002, quedando firme por consiguiente su condena en tales términos.
Con posterioridad a dichos inconvenientes judiciales no volvió a tener actividad pública, siendo incluso inhabilitado por el Partido Nacional para postularse como candidato a cualquier cargo por dicho partido.

## Vida personal. Fallecimiento
Era hijo de Alfredo José Cambón Porto y de Gala Farber Fink.
Contrajo un primer matrimonio con Margarita Zemborain Castellanos,con quien tuvo dos hijas, Geraldine y Lucienne.
Tras divorciarse, en 1980 se casó en segundas nupcias con Mónica Sara Eidlin Strom,con quien tuvo a su tercer hijo, Maximiliano.
Nuevamente divorciado, en 1996 contrajo terceras nupcias con Alicia Beatriz Méndez Pintos,matrimonio del que nació su cuarta hija, Delfina Cambón Méndez.
Tras la disolución de dicho vínculo, se casó por cuarta vez con Isabel Montoya, de nacionalidad colombiana.
En sus últimos años Cambón permaneció radicado fuera de su país de origen, en Estados Unidos y Colombia. 
Falleció en este último país, en la ciudad de Medellín, el 16 de julio de 2018, a los 66 años de edad.